# Cis caffer
Cis caffer is een keversoort uit de familie houtzwamkevers (Ciidae). De wetenschappelijke naam van de soort werd in 1981 gepubliceerd door Fahraeus.